# Antonia di Paolo di Dono
Antonia di Paolo di Dono, ovvero Antonia Doni, anche detta Antonia Uccello (Firenze, prima del 13 ottobre 1456 – 9 febbraio 1491), è stata una pittrice italiana, figlia del pittore Paolo Uccello.
Antonia è registrata nel Libro dei Morti della corporazione dei pittori Arte dei Medici e Speziali come "pittoressa". Questa è stata la prima volta che la forma femminile della parola "pittore" compare negli atti pubblici fiorentini e il primo riconoscimento formale di una donna artista del XV secolo.

## Biografia
Figlia secondogenita di Paolo di Dono e dalla moglie Tomasa di Benedetto dei Malifici, nacque in Via della Scala a Firenze. Fu battezzata nel Battistero di Firenze il 13 ottobre 1456. Suo nonno Dono di Paolo, barbiere-chirurgo, era originario di Pratovecchio ed era di ceto sociale medio, mentre sua nonna, Antonia di Giovanni, apparteneva all'antica famiglia fiorentina Del Beccuto. Secondo l'usanza, Antonia prese il nome dalla nonna. Anche suo fratello Donato, nato cinque anni prima, era un artista ed entrambi continuarono nella tradizione di famiglia.
Intorno all'età di 10–13 anni (1466–1469) probabilmente lasciò la casa per unirsi a una comunità religiosa carmelitana. La dichiarazione dei redditi del 1469 di suo padre dichiarava che era vecchio, non poteva lavorare e sua moglie era malata. Il suo testamento dell'11 novembre 1475 nominava il figlio Donato (1451-1497) erede universale, e non menzionava la figlia Antonia né eventuali donazioni conventuali. Alcune donne carmelitane fiorentine erano guidate dai frati carmelitani della chiesa di Santa Maria del Carmine.  Alcune di loro dal 1450 iniziarono una vita comune sempre più condivisa. Man mano che la comunità cresceva, il priore si recò a Roma e chiese al papa, Niccolò V, il permesso di avere anche donne ammesse alla professione secondo la Regola del Carmelo. Il Papa concesse tale licenza nel 1452. Santa Maria degli Angeli (sul sito di San Frediano in Cestello) fu fondata tra il 1450 e il 1460, e la più piccola casa Nunziatina apparve nel maggio 1453. Le donne lavoravano e pregavano insieme, assistendo alle funzioni religiose al Carmine, ma non erano ancora soggette alla clausura. Tra il 1479 e il 1482 ottennero lo scapolare e adottarono lo stile di vita di clausura (che è un segno esterno, non la sostanza della loro vita). Pertanto, Antonia entrò in una comunità di sorelle con voti solenni (la normativa era diversa da quella posteriore) nel 1469.

## Opere
Sebbene Giorgio Vasari, nella biografia di Paolo Uccello, affermò che costui aveva "una figlia che sapeva disegnare", non sono note opere d'arte firmate o documentate di Antonia.
Diversi piccoli dipinti devozionali della bottega di Paolo Uccello le sono stati attribuiti quando era stata identificata come il "Maestro di Karlsruhe", ma la maggior parte degli studiosi contemporanei rifiuta questa ipotesi. Tra i dipinti di dubbia attribuzione rientrano l'Adorazione (Karlsruhe, Germania), la Madonna Hyland, datata 1470–1475 (Getty Museum, Malibù), la Tebaide (Galleria dell'Accademia, Firenze) e una predella dalla pala Beata Giulia di Certaldo (Museo di Arte Sacra, Chiesa dei Santi Jacopo e Filippo, Certaldo). Si pensava che la miniatura Vestizione delle novizie della famiglia Vecchietti da San Donato Polverosa, Firenze (conservata presso la Galleria degli Uffizi di Firenze, che tutt'oggi attribuisce l'opera ad Antonia) avesse la firma di Antonia, ma ora è riconosciuta come pegno di professione per una monaca benedettina nel 1501.
L'ipotesi più ragionevole avanzata sinora è che Antonia abbia aiutato il padre dopo che questi ha chiuso la sua bottega tra il 1469 e il 1475. Probabilmente fornì disegni di piccole figure di santi, dettagli di abbigliamento o animali per i successivi cassoni di Uccello e dopo la sua morte ha continuato a fornire disegni ad altri laboratori di mobili cassoni. La sua arte era collaborativa e creata a sostegno di artisti uomini, ma era sufficientemente nota per essere stata pubblicamente riconosciuta come pittrice.